# Jean Petit (Fußballspieler, 1949)
Jean Petit (* 25. September 1949 in Toulouse; † 23. Januar 2024) war ein französischer Fußballspieler und späterer -trainer. Der Mittelfeldspieler spielte den Großteil seiner Karriere für die AS Monaco und war auch für die französische Nationalmannschaft im Einsatz. 

## Karriere

### Als Spieler

#### Verein
Jean Petit begann seine Karriere 1958 in der Jugend des FC Toulouse. Nachdem der Verein 1967 aufgelöst worden war, spielte er zwei Jahre für Bagnères-de-Luchon Sports. 1969 wechselte er zur AS Monaco, mit der er in den Saisons 1977/78 und 1981/82 die französische Meisterschaft und 1979/80 den Coupe de France gewinnen konnte. 1978 wurde Petit als Frankreichs Fußballer des Jahres ausgezeichnet. Nach Ende der Saison 1981/82 beendete er seine Spielerkarriere.

#### Nationalmannschaft
Petit kam zwischen 1977 und 1980 zwölfmal für die französische Nationalmannschaft zum Einsatz und erzielte dabei ein Tor. Er nahm mit der Mannschaft an der Weltmeisterschaft 1978 in Argentinien teil und kam im letzten Gruppenspiel gegen Ungarn (3:1) zum Einsatz.

### Als Trainer
Nachdem Jean Petit bereits über zehn Jahre selbst für die AS Monaco gespielt hatte, wurde er 1987 unter Arsène Wenger Co-Trainer. Nachdem der Verein in der Saison 1993/94 nur Neunter geworden war, wurde Wenger entlassen und Petit übernahm für einige Tage den Posten des Cheftrainers, bis der Verein Jean Tigana als neuen Trainer vorstellte. Tigana blieb bis 1999 Trainer, danach war Petit an der Seite von Claude Puel (1999–2001) und Didier Deschamps (2001–2005) Assistenztrainer. Im Herbst 2005 stand Petit für vier Spiele als Interimstrainer an der Seitenlinie. Von September 2011 bis Juni 2014 war erneut als Co-Trainer der Monegassen aktiv.

## Erfolge

### Als Spieler
- Frankreichs Fußballer des Jahres: 1978
- Französischer Meister: 1978, 1982
- Französischer Pokalsieger: 1980

### Als Co-Trainer
- Französischer Meister: 1988, 1997, 2000, 2017
- Französischer Pokalsieger: 1991
- Französischer Supercup: 2000
- Französischer Ligapokalsieger: 2003